# Caldirola
Caldirola è una frazione di Fabbrica Curone, in provincia di Alessandria, in Piemonte. La località è situata vicino alla frazione di La Gioia (1180m s.l.m.). 
Centro turistico invernale e estivo, dove sono presenti sia piste da sci che da mountain bike downhill, si trova a 1 000 m s.l.m. ed ha una seggiovia (situata a La Gioia) che sale fino ai 1 446 metri sul Monte Gropà, da dove si può raggiungere facilmente la cima del monte Giarolo.

## Geografia
Caldirola è situata nell'Alta Val Curone, nel comune di Fabbrica Curone, lungo il crinale che comprende i rilievi Appenninici del Monte Giarolo (1 473 m), del Monte Gropà (1 446 m), del Monte Panà (1 559 m), del Monte Ebro (1 700 m) e del Monte Chiappo (1 700 m). Questo crinale divide la Val Curone dalla Val Borbera.

## Storia
La storia di Caldirola risale almeno al 1190, quando Bernardo di Caldirola è citato in un atto rogato a Tortona. Nel 1197, Oberto di Caldirola è menzionato tra i vassalli del marchese Alberto Malaspina. Nel 1220, uomini di Caldirola possedevano parte del castello di Fabbrica Curone come vassalli del vescovo di Tortona.
Dal 1422, la località appare nei diplomi di investitura come feudo dei Malaspina, insieme a Fabbrica Curone. Nel XVI secolo, i Doria diventarono co-feudatari della località.
Gli abitanti di Caldirola costruirono un piccolo oratorio nel 1657, eretto a chiesa parrocchiale nel 1679. La separazione dalla parrocchia di Montecapraro avvenne definitivamente nel 1687 con la nomina del primo parroco, e la chiesa fu ampliata nel 1897.
Il turismo a Caldirola ebbe un notevole sviluppo a partire dal 1926 con l'apertura di alcuni alberghi (il La Gjoia fu aperto nel 1933) e nel 1929 fu costruita la strada carrozzabile che unisce il paese a Garadassi. Dal 1935, Caldirola divenne una rinomata località per il turismo invernale, con la fondazione dello Sci Club Monte Giarolo nel 1928 e la costruzione della prima seggiovia aperta nel 1951.
Essa venne poi smantellata alla fine degli anni '70, ricostruita e inaugurata nel 1990. Lo Sci Club "La Gioia", rifondato nel 1957, divenne Sci Club Caldirola nel 1974, con una nuova sede inaugurata nel 1999.
Infine tra il Monte Gropà e il Monte Panà a 1 394 metri s.l.m. è presente il Castello di Brusamonica, già documentato in diplomi imperiali del 1176 e del 1220 come sotto il controllo del comune di Tortona e citato ancora in un documento del 1369.